# Chrysanthemum × morifolium
A Chrysanthemum × morifolium a fészkesvirágzatúak (Asterales) rendjébe és az őszirózsafélék (Asteraceae) családjába tartozó hibridnövény, amelynek ősei, manapság feledésbe merültek.

## Előfordulása
Mivel a Chrysanthemum × morifolium mesterséges hibridnövény, az eredeti előfordulási területe nemigen ismert; feltételezhetően Kínában állították elő.
Közkedvelt dísznövényként az egész világon tartják és termesztik. Néhol „elhagyva” a kerteket, a vadonba is kitelepült; az állományai a következő térségekben jöttek létre: Közép-Amerikában Mexikó, Dél-Amerikában Kolumbiától Peruig eső terület, Ázsiában pedig, a Himalája keleti fele, Kína, Japán, a Fülöp-szigetek, Malajzia és Indonézia nagyobb szigetei.

## Képek

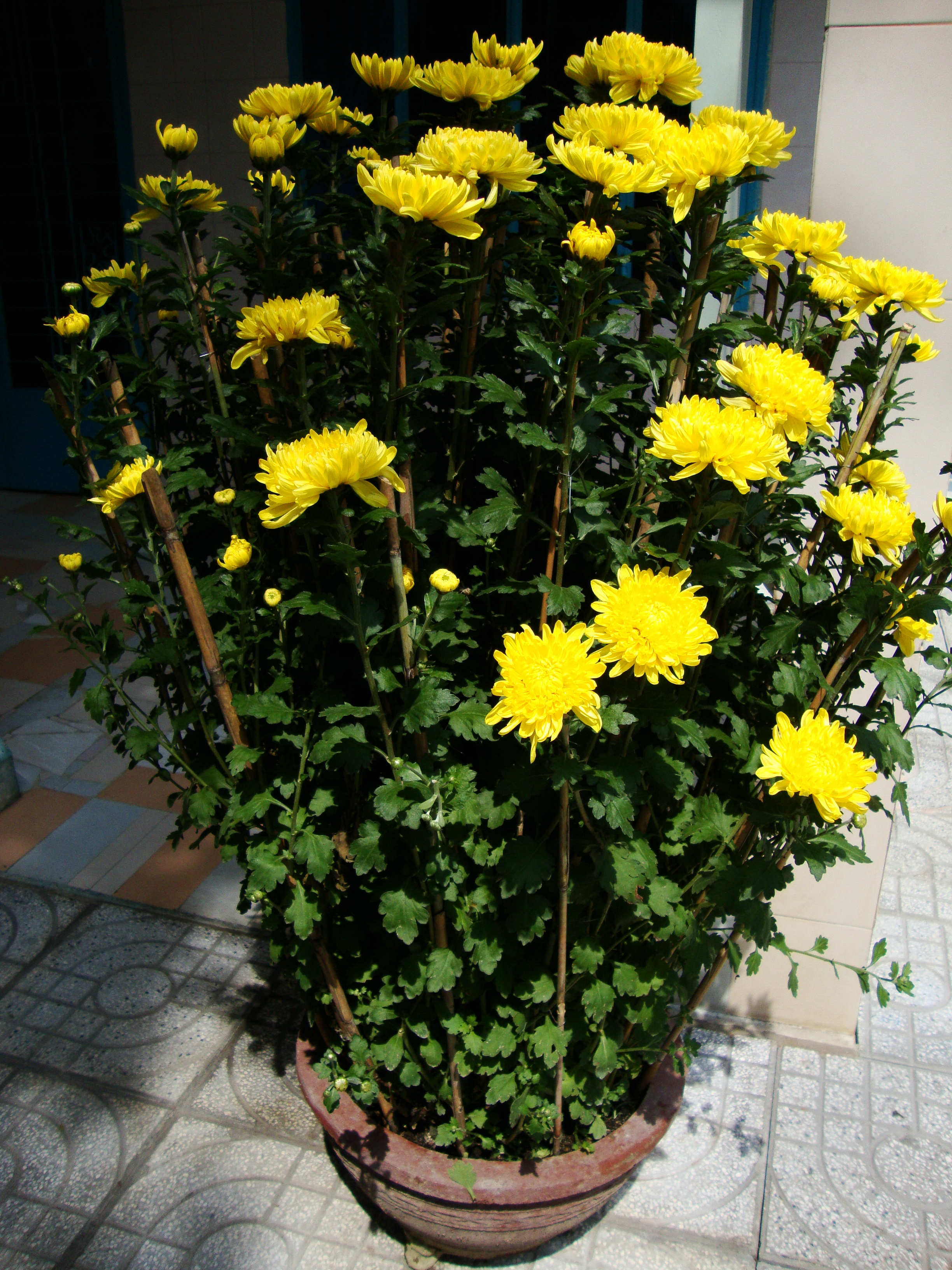
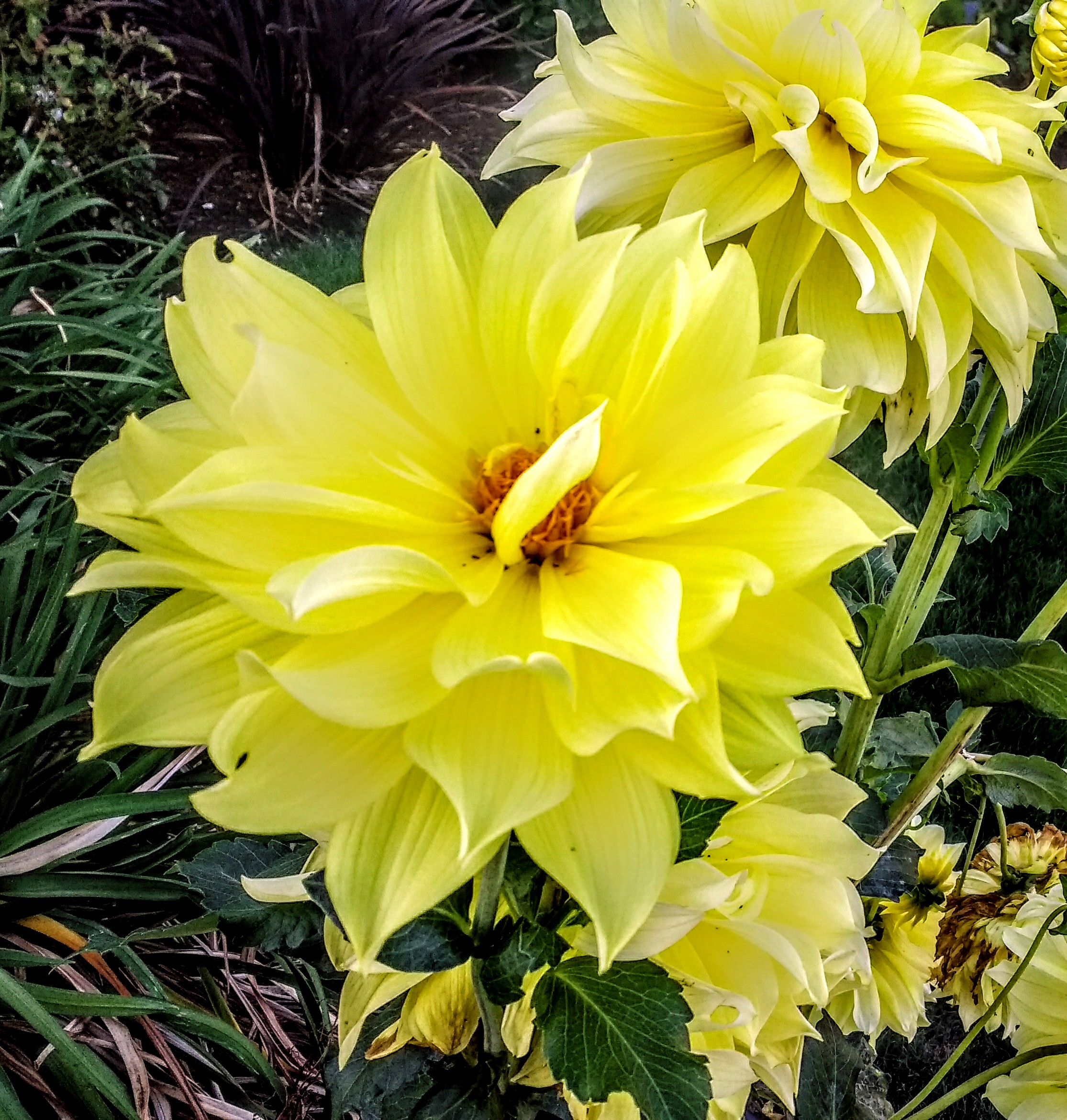
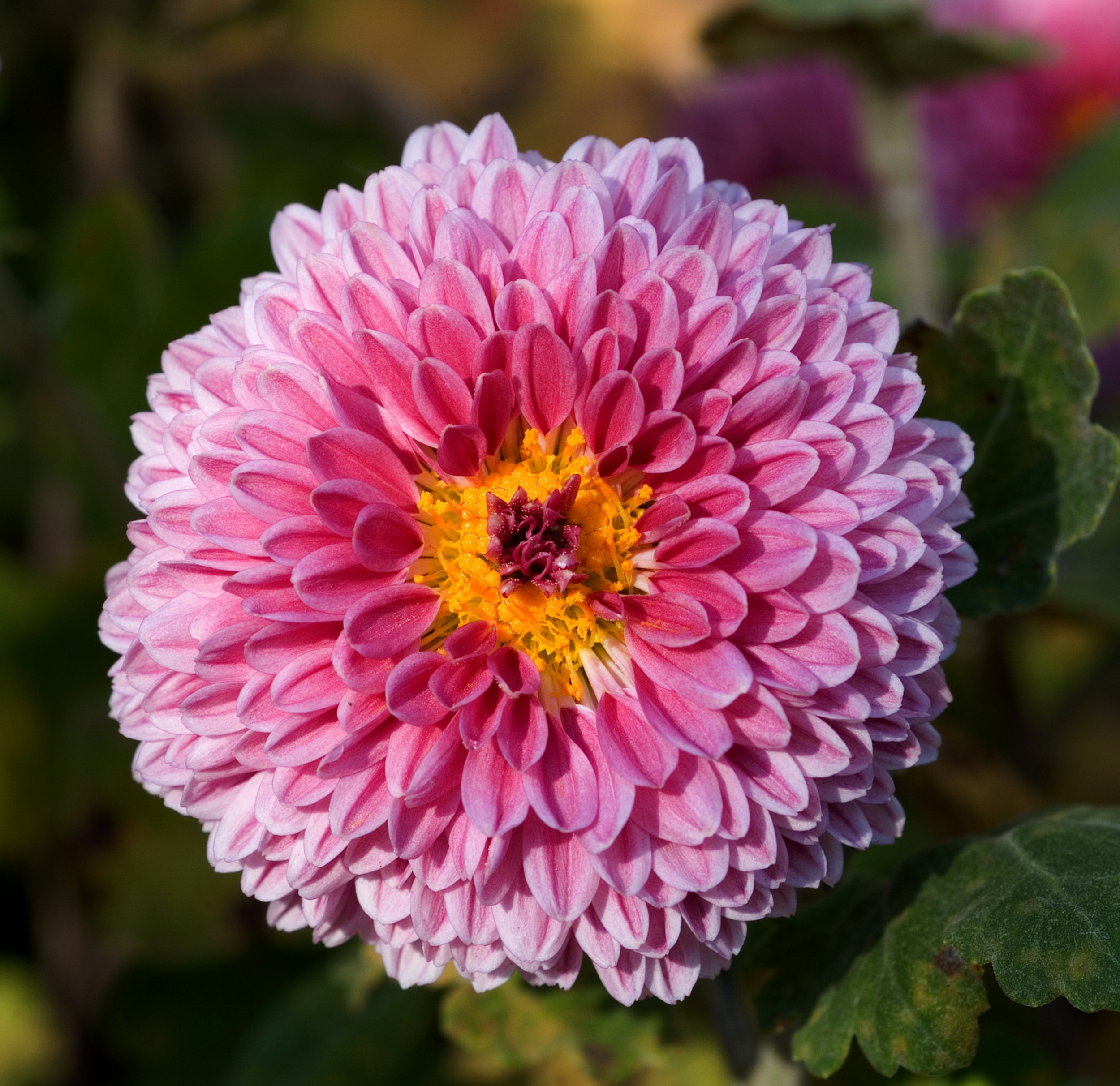
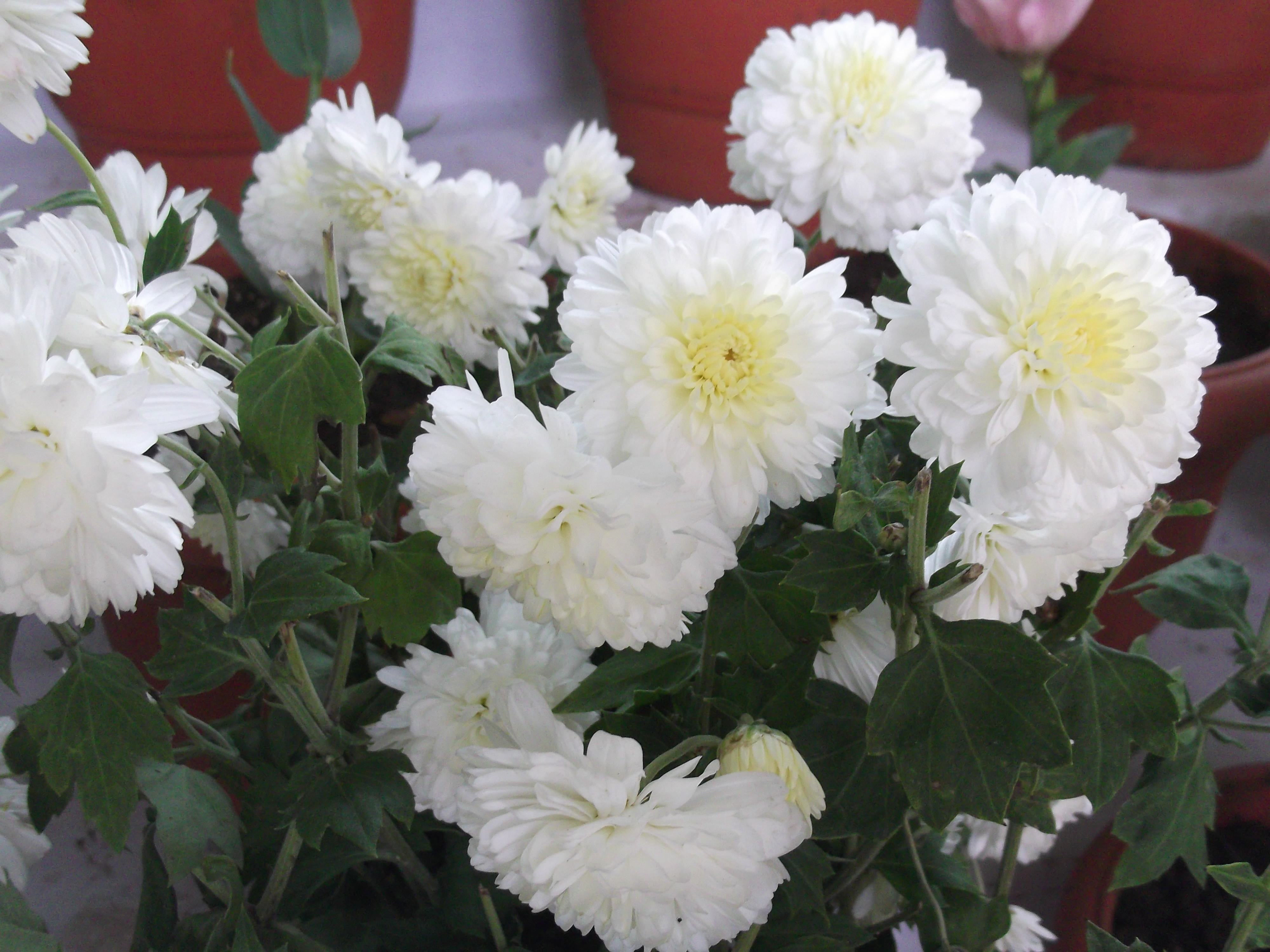
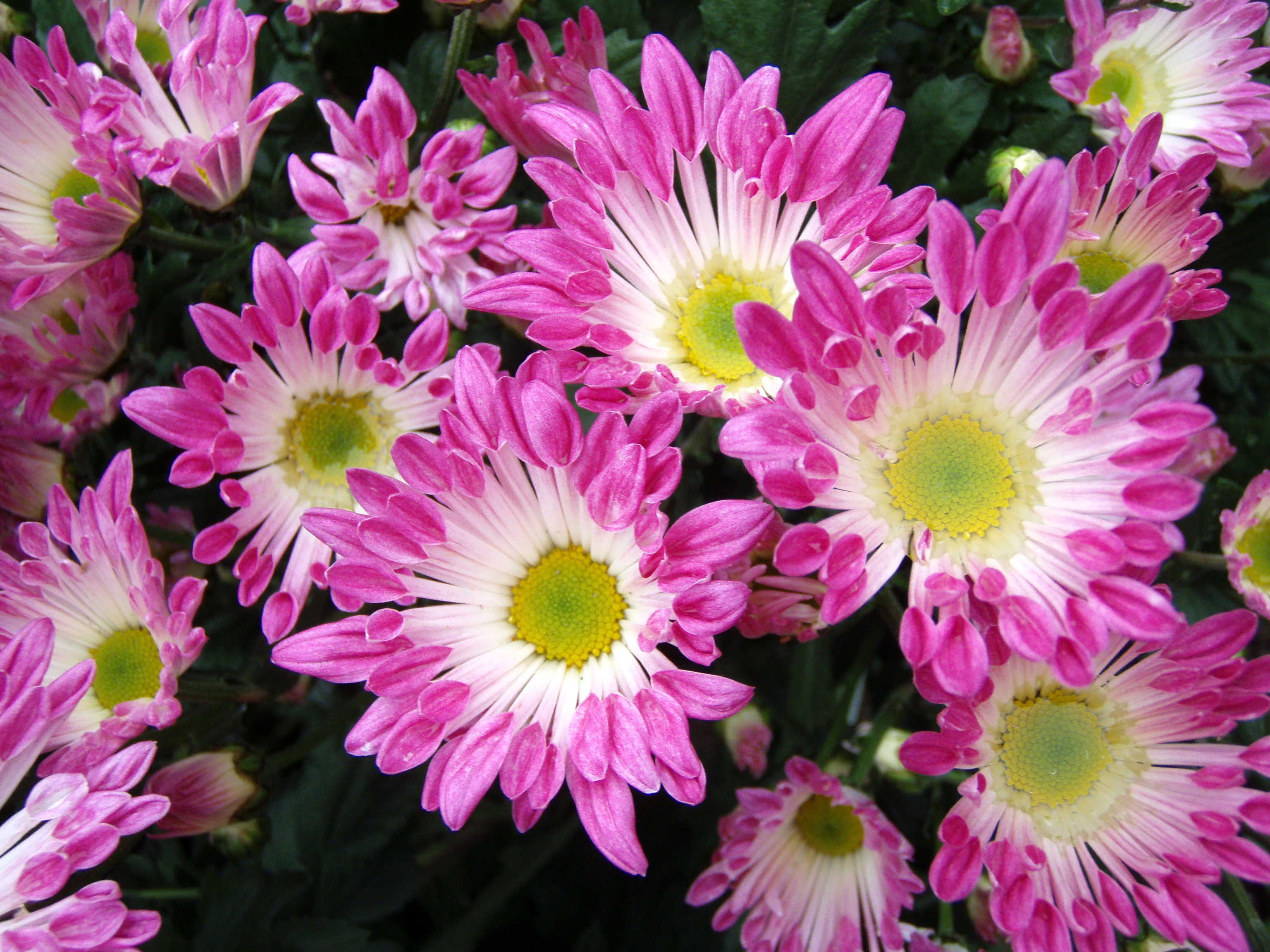
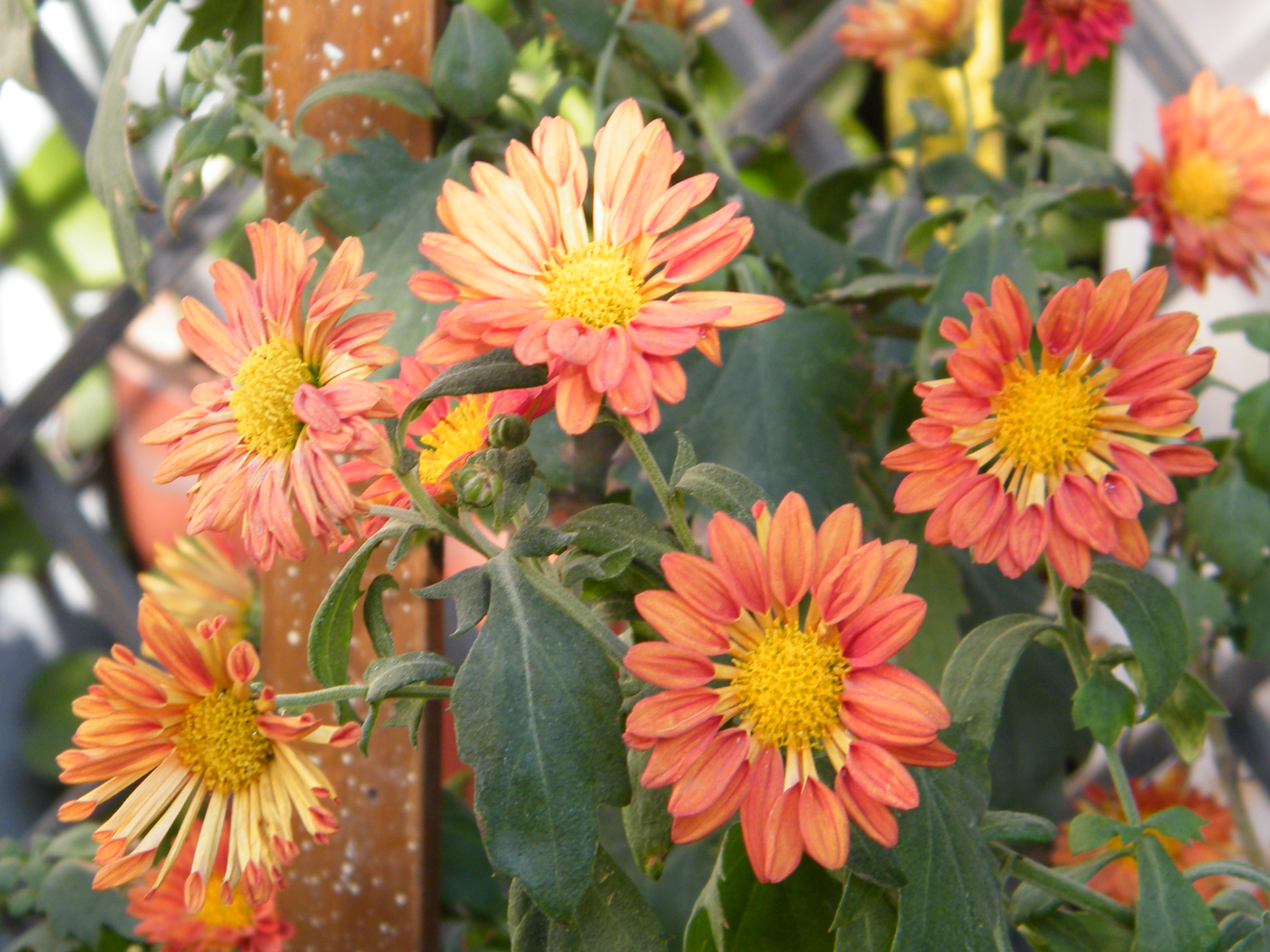
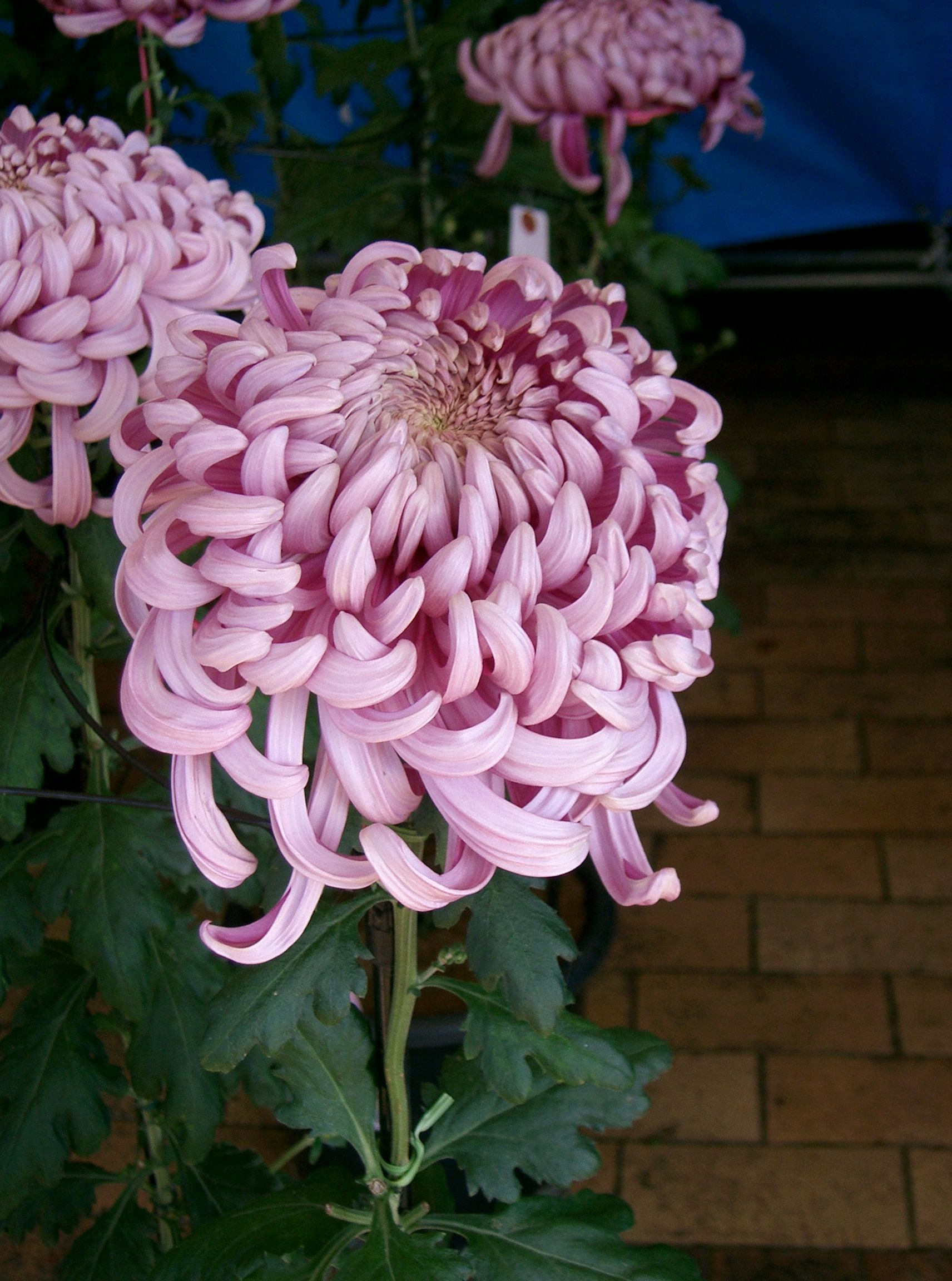
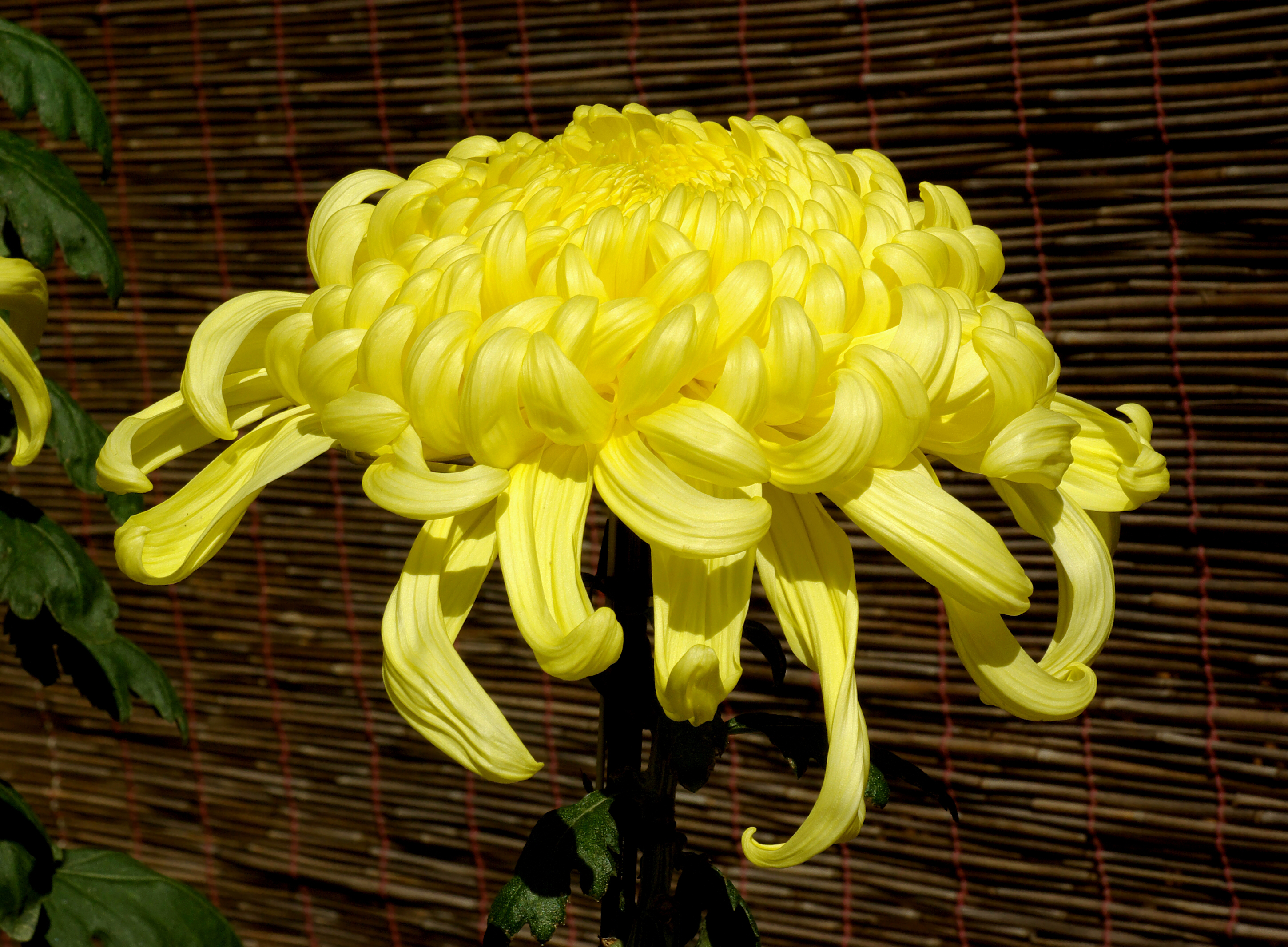
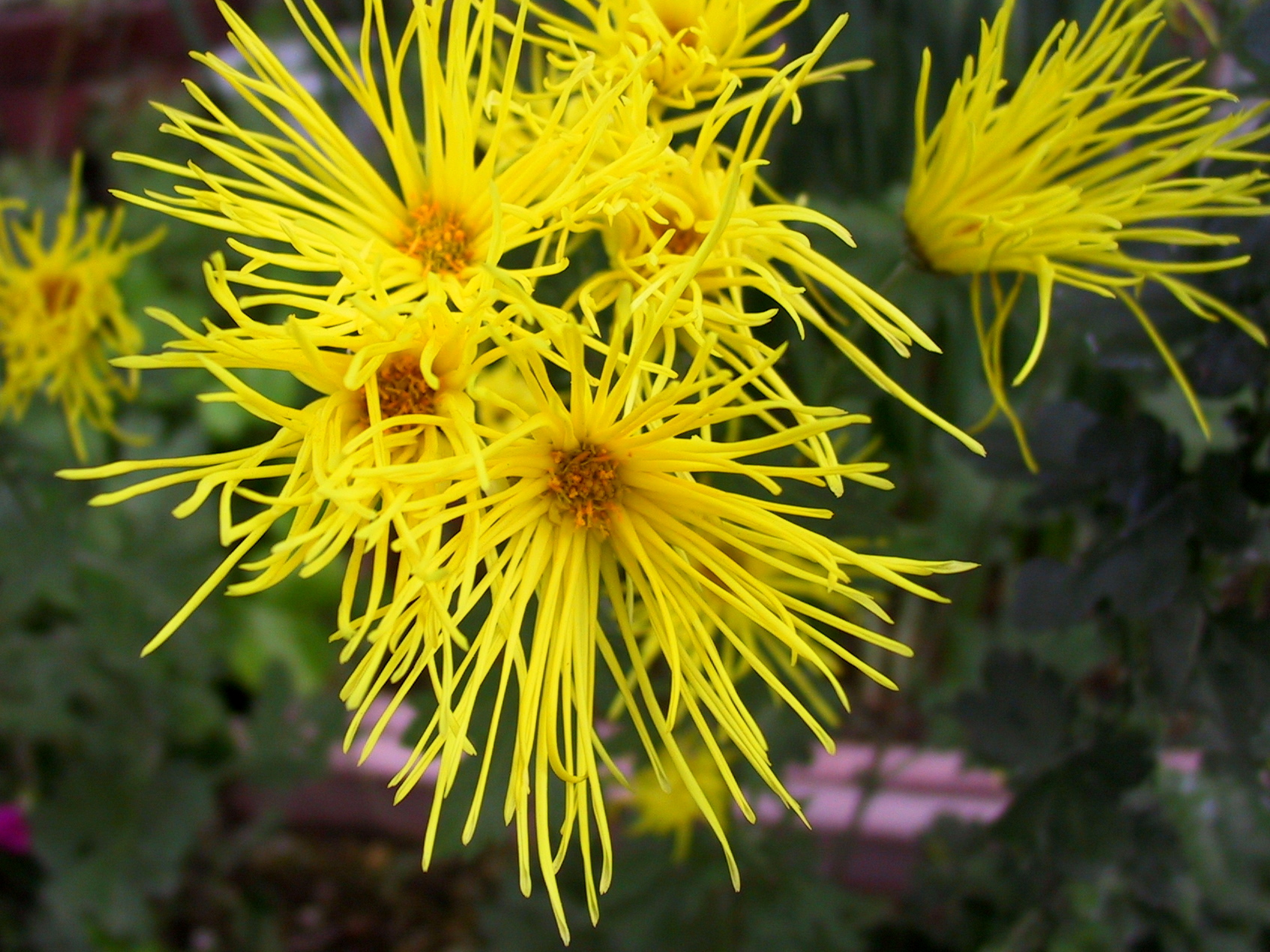
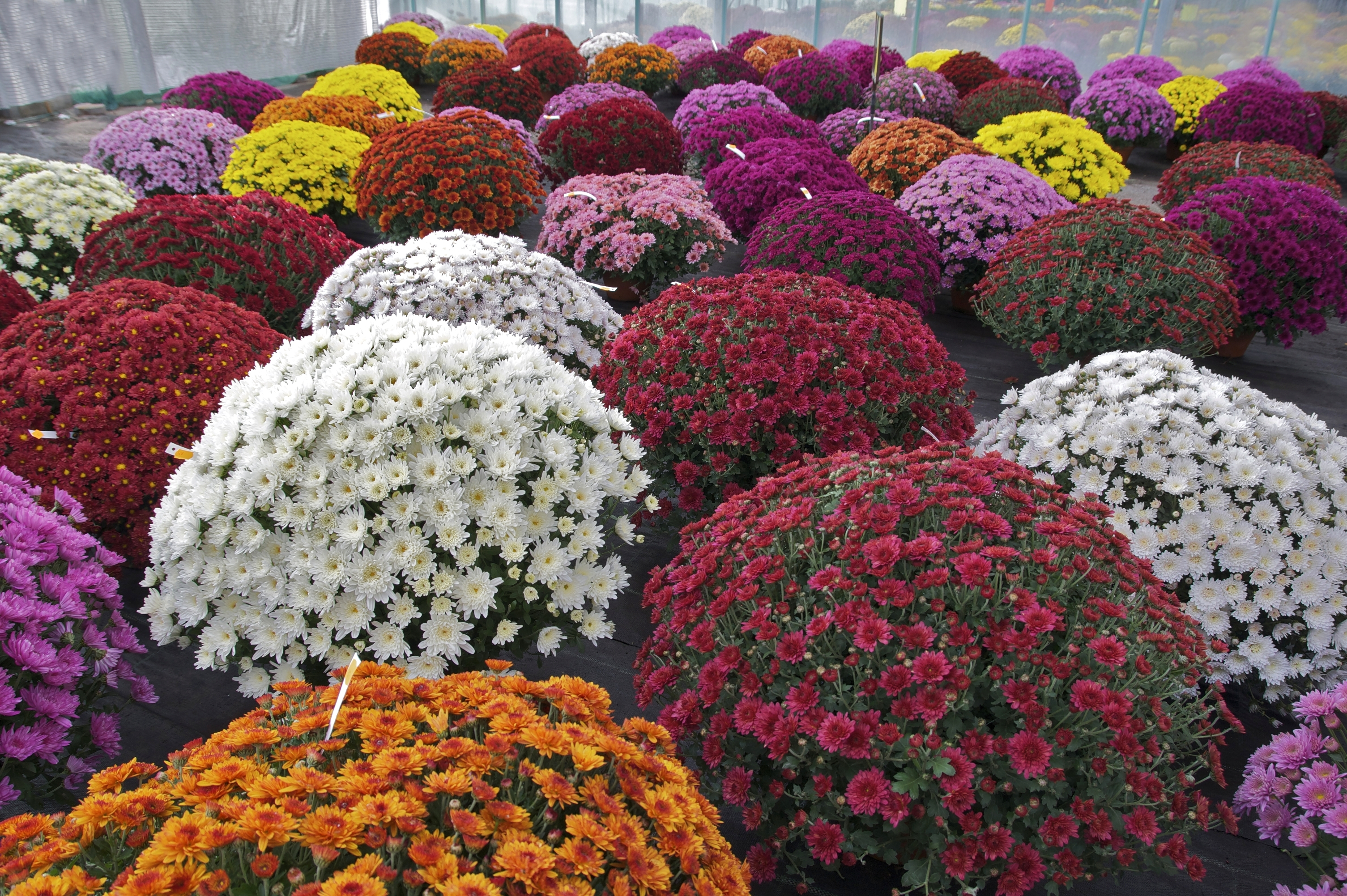

## Megjelenése
Ez az évelő növény általában 30-90 centiméter magasra és ugyanannyi szélesre nő meg. A virágainak színe és alakja sokféle lehet, bár a legtöbbször sárga.